# Paràbola de l'amic inoportú

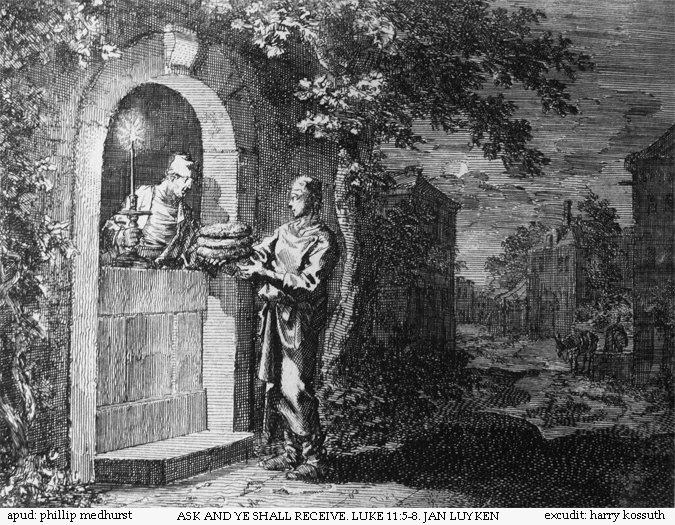
Il·lustració de la paràbola de Jan Luyken per la Bowyer Bible.

La Paràbola de l'amic inoportú (o de l'amic a la nit) és una de les paràboles de Jesús, que apareix només en un dels Evangelis canònics del Nou Testament. Segons l'Evangeli segons Lluc, un amic accedeix a ajudar al seu veí per la seva persistent demanda perquè són amics, malgrat que és tard i estava dormint.
La paràbola vol demostrar la necessitat de la pregària persistent. Per això es pot relacionar amb la Paràbola del jutge injust i l'han pintat diversos artistes, com William Holman Hunt.

## Narració
| «                                              | Si algú de vosaltres té un amic, i aquest el va a trobar a mitjanit i li diu: "Amic, deixa'm tres pans, que un amic meu ha arribat de viatge, se m'ha presentat a casa i no tinc res per a donar-li", segur que no li respondrà de dins estant: "No m'amoïnis, la porta ja és tancada i tant jo com els meus fills ja som al llit; no em puc aixecar a donar-te'ls." Us asseguro que, si no s'aixeca a donar-los-hi per fer un favor a l'amic, la impertinència d'aquest l'obligarà a aixecar-se per donar-li tot el que necessita. | » |
| — Lluc (evangelista), Evangeli de Lluc, 11,5-8 | |   |

L'escena suggereix una casa benestant, on la família sencera està dormint, i un home viatge de nit per evitar ser descobert amb la llum del dia.

## Interpretació

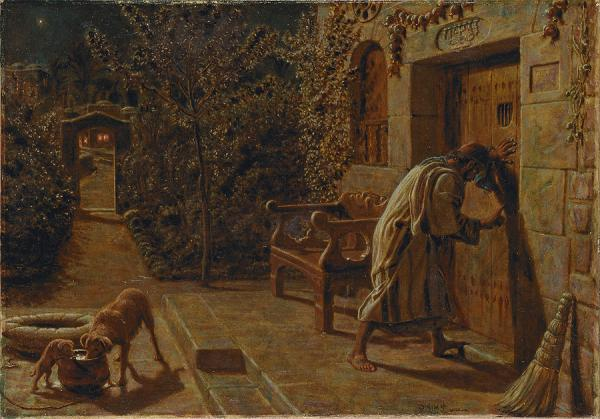
L'amic inoportú, de William Holman Hunt.

Aquesta paràbola apareix a l'Evangeli segons Lluc després que Jesús ensenyi el Parenostre, i es pot interpretar com una continuació dels ensenyaments de Jesús als seus deixebles sobre com poden pregar. Posteriorment s'explica el significat de la paràbola:
| «                                               | I jo us dic: Demaneu, i Déu us donarà; cerqueu, i trobareu; truqueu, i Déu us obrirà, perquè el qui demana, rep; el qui cerca, troba; i a qui truca, li obren. | » |
| — Lluc (evangelista), Evangeli de Lluc, 11,9-10 | |   |

Joel B. Green apunta que la pregunta de l'inici de la paràbola és significativa, i no es pot substituir per una altra pregunta com "Podries imaginar...?" perquè cap amic es negaria a ajudar en aquestes circumstàncies. Les paraules inicials originals estan en grec, un fet que no té paral·lels contemporanis, el que significaria que Jesús de Natzaret feia servir aquesta llengua a vegades, tal com indica I. Howard Marshall. Malgrat això, Jesús indica que encara que l'amistat no fos motiu suficient, la insistència fa inevitable que l'amic cedeixi. Segons els versos de Lluc 11:9-13, la paràbola és un incentiu a pregar.

## Art
Hi ha diverses representacions pictòrques d'aquesta paràbola, com L'amic inoportú (1895) de William Holman Hunt, que es conserva a la National Gallery of Victoria, a Austràlia.